# Elektra King
Pour les articles homonymes, voir King.
 (octobre 2012).
Si vous disposez d'ouvrages ou d'articles de référence ou si vous connaissez des sites web de qualité traitant du thème abordé ici, merci de compléter l'article en donnant les références utiles à sa vérifiabilité et en les liant à la section « Notes et références ».
Elektra King est un personnage de fiction de l'univers de James Bond et l'un des deux antagonistes principaux du film Le monde ne suffit pas (1999). Elle est interprétée par l'actrice française Sophie Marceau. 

## Biographie
Elektra King est la fille du magnat du pétrole Sir Robert King. La famille de sa mère est d'origine azerbaïdjanaise et a fui le pays immédiatement après la fondation de l'Union soviétique. Lorsqu'elle est enlevée par un anarchiste connu sous le nom de Renard, son père refuse de payer la rançon sur les conseils de M. Aigrie, elle décide d'user de ses charmes afin de séduire Renard, qui devient son amant, et s'associe à lui pour dominer le monde et traquer sa famille, allant jusqu'à se mutiler l'oreille afin que Renard puisse l'envoyer à son père comme un avertissement. Relâchée, elle fait semblant d'avoir été traumatisée par l'enlèvement.
Bien décidée à tuer son père et à prendre possession de son empire pétrolier qui, selon elle, lui revient de droit, elle en veut aussi personnellement à M pour avoir influencé la décision de Sir Robert King de ne pas payer la rançon de son enlèvement. Elektra et Renard organisent une explosion dans les bureaux du MI6 à Londres dans le but de tuer son père et M. L'attaque ne réussit que partiellement, car seul son père est tué. Lors de l'enterrement de Sir Robert, Elektra feint d'être « dévastée » par sa disparition. James Bond décide d'offrir ses services pour protéger Elektra, croyant qu'elle sera la prochaine cible de Renard.
Devenue chef de construction, Elektra collabore secrètement avec Renard pour faire sauter le pipeline de pétrole de sa famille. Pour éliminer tout soupçon, elle accepte l'offre de Bond et devient sa maîtresse. Mais lorsque Renard menace publiquement de détruire le pipeline dans une tentative qui semble aboutir à la mort de Bond et de sa nouvelle alliée, le Dr Christmas Jones, elle montre son vrai visage et enlève M. James Bond et Christmas Jones survivent en réalité à la destruction du pipeline et en profitent pour faire diversion. Alors que son plan est sur le point d'être réalisé, Elektra apprend que Bond est vivant. Elle ordonne d'emmener Christmas Jones à bord du sous-marin, qui a été saisi par les hommes de Renard. Bond est fait prisonnier dans une tour, où Elektra le torture avec un garrot au cou. Interrompue par les hommes de Valentin Zukovsky, Elektra blesse mortellement ce dernier, qui libère Bond avec une arme dissimulée dans sa canne avant de mourir. Bond parvient à pousser Elektra au sol et à se détacher. Alors qu'elle tente de s'échapper, Bond la poursuit jusqu'en haut de la tour et la piège dans sa chambre, libérant M au passage. Il ordonne à Elektra de stopper Renard mais celle-ci refuse et il l'abat d'une balle en pleine poitrine.

## Paronyme
Electra King (de) est le nom d'un ancien constructeur automobile américain de 1961 à 1981, il fabriquait notamment des voitures électriques à trois roues.